# Liberchies
Liberchies är en ort i Belgien.   Den ligger i provinsen Hainaut och regionen Vallonien, i den centrala delen av landet, 40 km söder om huvudstaden Bryssel. Liberchies ligger 151 meter över havet och antalet invånare är 900.
Terrängen runt Liberchies är platt. Runt Liberchies är det mycket tätbefolkat, med 1 886 invånare per kvadratkilometer.. Närmaste större samhälle är Charleroi, 11,5 km söder om Liberchies. 
Runt Liberchies är det i huvudsak tätbebyggt.